# Wedel
Wedel ist eine Mittelstadt im Kreis Pinneberg in Schleswig-Holstein. Sie liegt im Bereich des westlichen Agglomerationsgürtels um die norddeutsche Metropole Hamburg und ist damit Teil der Metropolregion Hamburg. 30 Jahre lang hieß die Stadt offiziell Wedel (Holstein); den Klammerzusatz gab sie 1993 wieder auf.

## Geographie

### Geographische Lage
Das Gebiet der Stadt Wedel erstreckt sich am Übergang des Altmoränenbereichs westlich des Hamburger Stadtteils Rissen in die vorgelagerte Wedeler Marsch zwischen der Wedeler Au im Norden und der Elbe im Süden (Abschnitt: Unterelbe). Die Wedeler Au ist teilweise zu einem Mühlenteich aufgestaut.
Die Stadt liegt im westlichen Abschnitt des Naturraums Hamburger Ring (Haupteinheit Nr. 695) der Gruppe Südholsteinische Geest.

### Stadtgliederung
Die Stadt Wedel gliedert sich in die Kernstadt und den Stadtteil Schulau.

### Nachbargemeinden
Wedel ist von folgenden Gemeindegebieten umgeben:
| Hetlingen | Holm, Appen                                 |         |
|           | Kompassrose, die auf Nachbargemeinden zeigt | Hamburg |
|           | Jork                                        |         |

## Geschichte

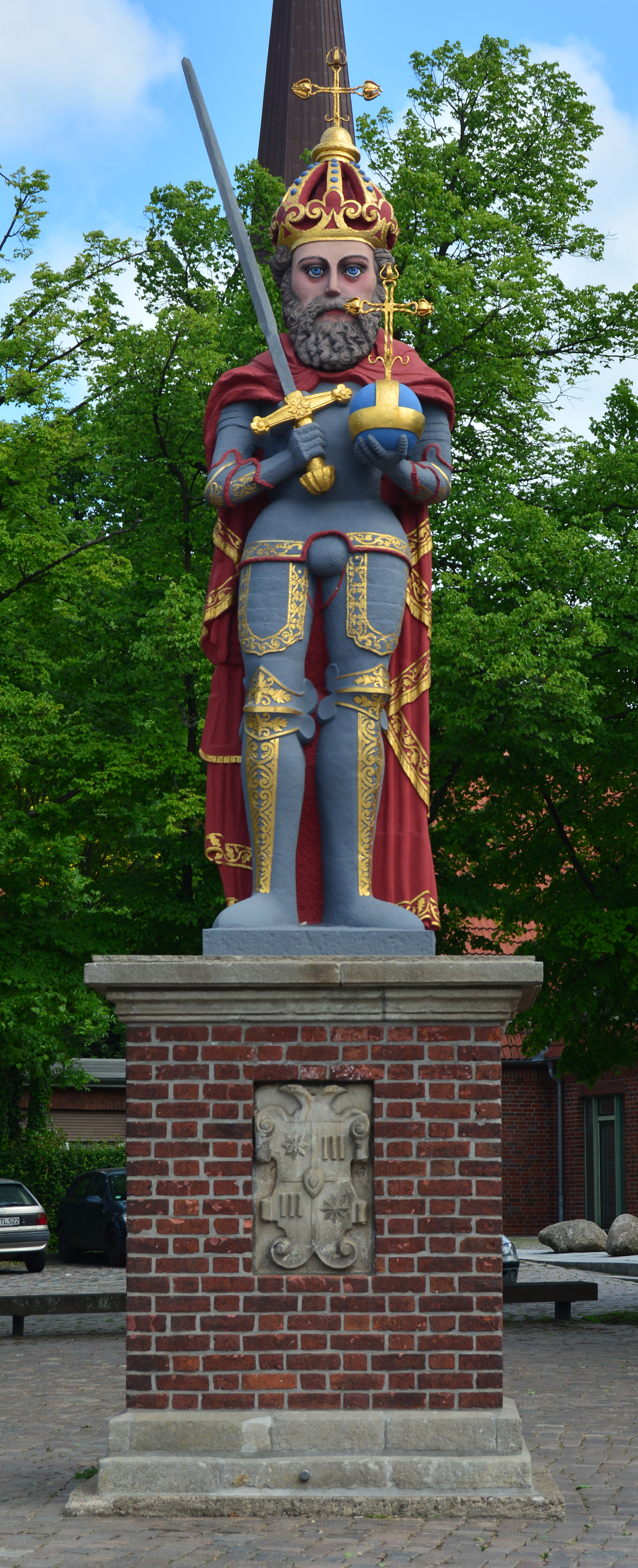
Wahrzeichen der Stadt Wedel – der „Roland“

Im Jahre 1212 wurde Wedel erstmals erwähnt. Der Name wird vom altsächsischen Wort „Wadil“ abgeleitet und bezeichnet eine Furt. Diese Furt ist die Querung des historischen Ochsenweges durch die Niederung der Wedeler Au. Durch die Lage am Ochsenweg hatte Wedel bereits zu früher Zeit einen bedeutenden Viehmarkt. Dieser lebte in einer Tradition des sogenannten Ochsenmarktes bis zum Jahr 2019 fort.
Von der Errichtung um das Jahr 1311 durch die Grafen von Schauenburg an gab es die Hatzburg in der Wedeler Marsch. Um 1400 wurde die Burg als Herrschaftssitz aufgegeben – dieser wurde nach Pinneberg verlegt –, jedoch bis 1710 als Verwaltungssitz weitergenutzt, ehe sie dem Verfall anheimfiel. Luftbilder lassen die Motte noch heute als ovale Linie erkennen. Ein Modell nach den Erkenntnissen von Ausgrabungen ist in der Nähe des ehemaligen Standorts an der Hatzburgtwiete aufgestellt.
Im Jahre 1558 wurde eine Statue errichtet, die einen König darstellt, vermutlich den König von Dänemark, der damals in Personalunion Schleswig-Holstein regierte. Diese Statue wurde später als Wedeler Roland, also als Zeichen des hoheitlichen Schutzes der Marktgerechtigkeit bezeichnet, obwohl die Insignien Krone und Reichsapfel typisch für einen König sind und nicht zu einer Roland-Statue passen. Sie wurde mehrfach restauriert und 1950 an die Nordseite des Marktes umgesetzt. Man meint also, sie symbolisiere im Zusammenhang mit dem Ochsenmarkt die Markt- und Handelsfreiheit. 1786 erhielt Wedel vom dänischen König die Fleckensgerechtigkeit verliehen, was insbesondere die Ausfuhr von Bier und Branntwein erleichterte.
Am 16. März 1731 wurden bei einer schweren Feuersbrunst 167 Häuser zerstört. Am 13. September 1837 fielen die Kirche und zwanzig Häuser Flammen zum Opfer.
Am 3. Dezember 1875 erlangte Wedel das Stadtrecht.
Im Mai 1878 explodierte die Pulverfabrik unweit Schulau, wobei zehn Menschen starben.
Vom 7. Oktober 1901 bis 27. September 1904 lebte der Bildhauer und Schriftsteller Ernst Barlach in der Wohnung mit Atelier in Wedel (Pinneberger Straße 4). Von 1912 bis 1915 wurde die Wohnung durch den Maler Julius von Ehren genutzt. Das Gebäude wurde bei dem Bombenabwurf am 3. März 1943 zerstört.
Auf Anregung der Kommunalverwaltung wurde 1909 das Dorf Schulau zwecks Kosteneinsparung eingemeindet. Bereits 1892 war es zum Zusammenschluss Schulaus mit dem bevölkerungsreicheren Spitzerdorf gekommen.
1928 wurde mit dem Bau eines Krankenhauses begonnen, das 1930 eröffnet wurde und bis zum Jahr 2020 bestand.
Im Zuge der nationalsozialistischen Machtübernahme wurden am 11. März 1933 die Hakenkreuzfahne und die schwarz-weiß-rote Fahne auf dem Rathaus in feierlicher Form gesetzt. Am 12. April 1933 wurden vier SA-Männer als Hilfspolizeibeamte eingestellt. Am 23. Juli 1933 schieden die Sozialdemokraten zwangsweise aus der Stadtverordnetenversammlung aus. Das Gemeindeverfassungsgesetz vom 15. Dezember 1933 trat am 1. Januar 1934 in Kraft. Die ausschließliche Verantwortung für die Verwaltung der Stadt hatte nun der Bürgermeister Harald Ladwig, der bereits am 21. April 1932 gewählt worden war und nach der „Machtergreifung“ der NSDAP beitrat.
Am 3. März 1943 zerstörte ein britischer Bombenangriff erhebliche Teile des Stadtgebiets.
Von September bis November 1944 befand sich in Wedel eine Außenstelle des Konzentrationslagers Neuengamme. Hieran erinnert eine Stele an der Bundesstraße 431, ungefähr 200 m vor der Grenze zu Hamburg.

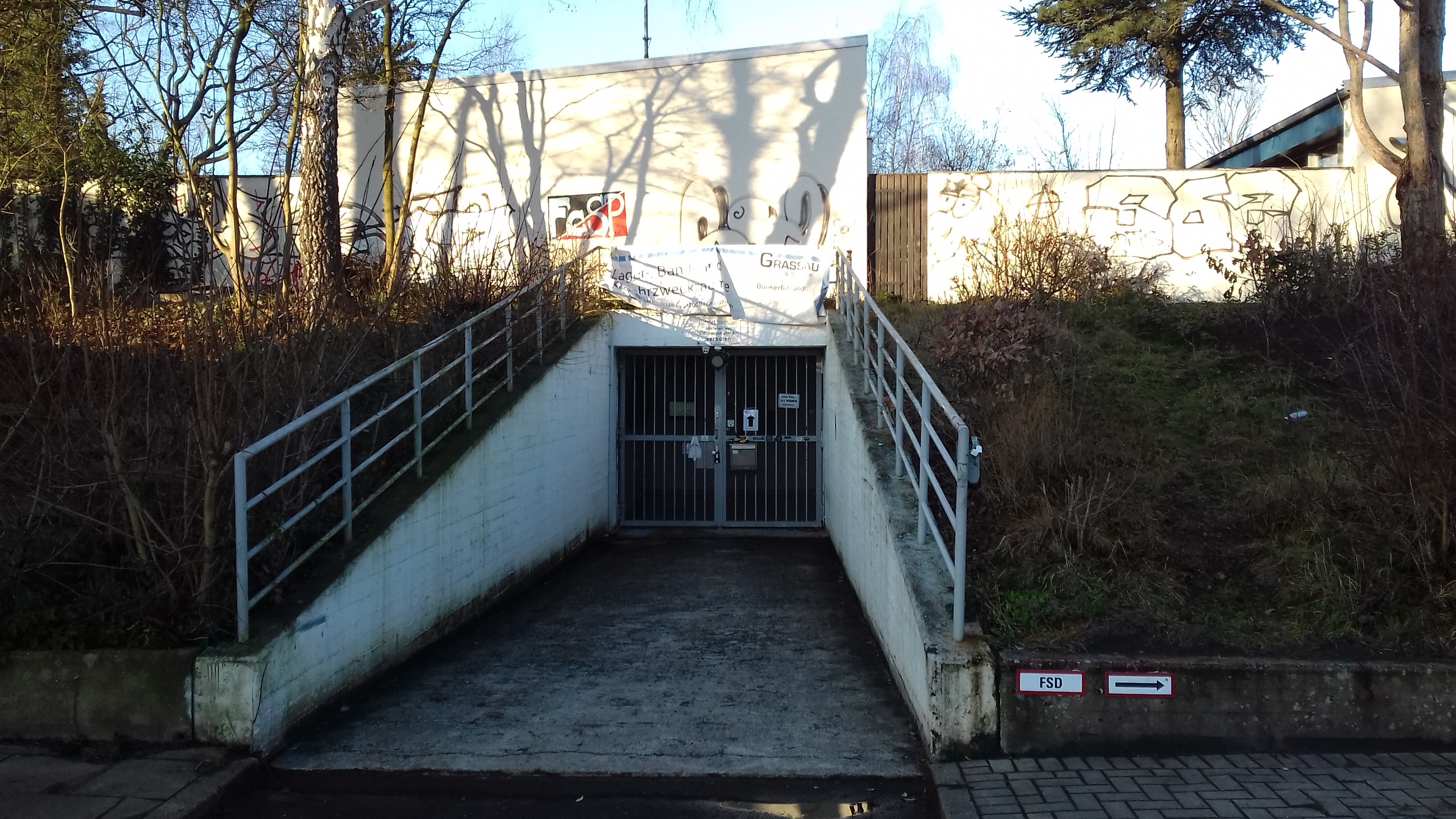
Eingang zur Bunkeranlage (Hilfskrankenhaus)

Zur Zeit des Kalten Krieges wurde in Wedel das Hilfskrankenhaus Wedel unterhalb des örtlichen Gymnasiums gebaut und für den Einsatz bereitgehalten. Diese Einrichtung wurde in den 1990er Jahren auf Grund der sich verändernden Weltlage aufgelöst.
Im April 1980 fand in Wedel die Einband-Europameisterschaft statt.
In den Tagen nach Mathias Rusts Flug nach Moskau Ende Mai 1987 stand Wedel in der Weltöffentlichkeit, unter anderem berichteten die Sender BBC und NBC in Direktübertragung aus der Wedeler Wohnung seiner Eltern. Auch anlässlich Rusts Entlassung aus sowjetischer Haft Anfang August 1988 wurde das Wohnhaus in der Gerhart-Hauptmann-Straße von Medienvertretern aus dem In- und Ausland umlagert.
Bis 1997 war Wedel auch Standort einer Mobil-Oil-Raffinerie. Diese war 1906 von der Deutschen Vacuum Oil gegründet worden.
Im September 2014 wurde ein städtebaulich-landschaftsplanerischer Ideenwettbewerb für ein 53 Hektar großes Neubaugebiet ausgeschrieben, das sich auf bisherigen Baumschulflächen im Norden der Stadt befindet – zwischen der Bestandsbebauung an Steinberg und Lülanden und den Holmer Sandbergen, dort begrenzt durch die ebenfalls geplante Nordumfahrung (B 431, siehe unten unter Verkehr) – und maßgeblich für Wohnungsbau und Folgeeinrichtungen genutzt werden soll. Die Auslobung nannte ein ungefähres Potenzial von 800 Wohneinheiten, wovon rund 30 % in öffentlicher Förderung entstehen sollen. Ende März 2015 wurde im Ideenwettbewerb dem gemeinsamen Entwurf eines Konsortiums der erste Preis verliehen. Laut Entwurf sollen Häuser zu Wohnhöfen zusammengefügt werden, die Anbindung zu den Wohneinheiten über Stichstraßen erfolgen und der Stadtteil über mehrere Grünflächen verfügen. Im November 2018 wurden die auf dem Konzept basierenden weiterentwickelten Pläne vorgestellt, die unter anderem ein „Kernhaus“ mit Gaststätte, Kiosk, Ladengeschäft und Räumen für die Stadtteilverwaltung als Mittelpunkt des Neubaugebietes vorsehen. Die Bürgerinitiative „Nein zu Wedel Nord“ erwirkte einen Bürgerentscheid über das Großbauvorhaben. Der Bürgerentscheid im Oktober 2023 ergab eine mehrheitliche Zustimmung (knapp 74 Prozent der abgegebenen Stimmen bei einer Beteiligung von 8961 Personen) für eine Aussetzung der Planungen.
Im Sommer 2016 lobte die Stadt in Kooperation mit dem Ernst-Barlach-Museum, dem Vorstand der Ernst Barlach Gesellschaft Hamburg und dem örtlichen Kulturforum den ersten Wedeler Kunstpreis (Motto: „Kunst macht stark“) unter den in Wedel lebenden und arbeitenden Kunstschaffenden aus. Ausgestellt wurden Arbeiten von 37 Frauen und 20 Männern; darunter waren 14 Berufskünstler. Den ersten Preis erhielt Tamara Nickel.

## Einwohner

### Einwohnerentwicklung
| Jahr* | Einwohner |
| ----- | --------- |
| 1910  | 05.938    |
| 1925  | 06.168    |
| 1933  | 07.661    |
| 1939  | 08.308    |
| 1998  | 31.850    |
| 1999  | 31.783    |
| 2000  | 32.060    |
| 2001  | 32.221    |

| Jahr* | Einwohner |
| ----- | --------- |
| 2002  | 32.354    |
| 2003  | 32.164    |
| 2004  | 32.014    |
| 2005  | 32.177    |
| 2006  | 32.513    |
| 2007  | 32.601    |
| 2016  | 33.322    |
| 2017  | 33.347    |

* jeweils am 31. Dezember

Einwohnerentwicklung von 1910 bis 2016

1947 betrug die Einwohnerzahl 14.388, davon waren 7190 Einheimische und 7198 Flüchtlinge. Im Jahre 1955 hatte Wedel 17.381 Einwohner; davon waren 50,8 % Einheimische, Vertriebene 41,6 % und 7,7 % Bürger der ehemaligen DDR.

### Altersstruktur im Jahr 2011

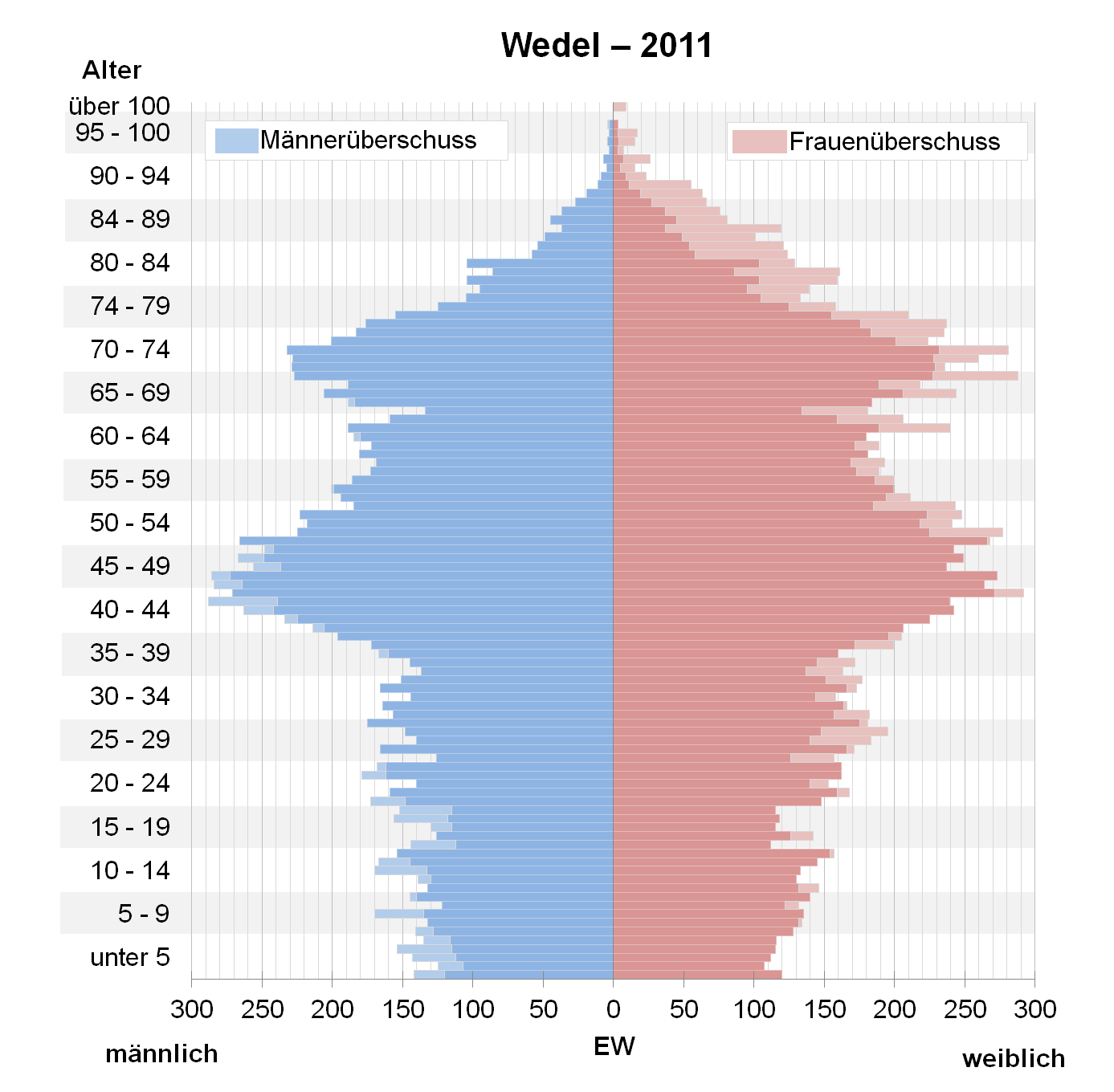
Bevölkerungspyramide für Wedel (Datenquelle: Zensus 2011)

## Religionen
In Wedel bestehen zwei evangelisch-lutherische Kirchengemeinden. Neben der Kirchengemeinde Wedel Holm besteht seit 1965 die Ev.-Lutherische Christus-Kirchengemeinde Schulau.
Die katholische Gemeinde St. Marien gehört seit 2007 zur Pfarrei St. Martin.
Darüber hinaus bestehen vier weitere Religionsgemeinschaften in der Stadt. Es sind die Freie evangelische Gemeinde, die Auferstehungskirche Evangelisch-Freikirchliche Gemeinde – Baptisten, die Evangelische Gemeinschaft Mittendrin sowie die Neuapostolische Kirche Gemeinde Wedel.

## Politik
- Linke: 2
- SPD: 7
- WSI: 5
- Grüne: 9
- FDP: 4
- CDU: 13

- Linke: 3
- SPD: 9
- WSI: 4
- Grüne: 7
- FDP: 4
- CDU: 11

- Linke: 3
- SPD: 7
- WSI: 4
- Grüne: 6
- FDP: 4
- CDU: 11
- Fraktionslose Ratsmitglieder: 3

### Ratsversammlung
Ergebnisse der Kommunalwahlen:
| Partei    | 2003   | 2008   | 2013   | 2018   | 2023   | Sitze 2023 |
| --------- | ------ | ------ | ------ | ------ | ------ | ---------- |
| CDU       | 44,0 % | 34,2 % | 33,1 % | 27,6 % | 31,5 % | 13         |
| SPD       | 30,4 % | 28,2 % | 35,3 % | 23,2 % | 17,8 % | 07         |
| Grüne     | 14,3 % | 16,6 % | 17,1 % | 19,7 % | 23,2 % | 09         |
| FDP       | 11,0 % | 12,2 % | 07,6 % | 11,2 % | 9,3 %  | 04         |
| Die Linke | –      | 8,8 %  | 6,9 %  | 8,9 %  | 5,7 %  | 02         |
| WSI       | –      | –      | –      | 9,4 %  | 12,5 % | 05         |

Mitte November 2013 trennten sich sechs Ratsmitglieder von der SPD-Fraktion und bildeten als Wedeler Soziale Initiative (WSI) eine neue Fraktion. Eine weitere Ratsfrau trat im Sommer 2014 aus der SPD-Fraktion aus, arbeitete einige Zeit als fraktionslose Abgeordnete weiter und trat im Mai 2015 der Fraktion der Grünen bei. Im April 2016 änderte sich die Zusammensetzung durch Rücktritt einer WSIlerin, für die ein Mitglied der SPD nachrückte, erneut.
Bei der Kommunalwahl im Mai 2018 trat die WSI erstmals zu einer Wahl an und holte vier Ratsmandate. Aufgrund von Überhang- und Ausgleichsmandaten erhöhte sich die Zahl der Räte von 31 auf 38. Ein dreiviertel Jahr nach dieser Wahl verkleinerte sich die SPD-Fraktion durch den Austritt zweier ihrer Mitglieder, die ihr Mandat als Fraktionslose behielten, erneut, so dass die Sozialdemokraten seither nur noch über sieben Sitze im Rat verfügten. Im Februar 2022 verkleinerte sich auch die Grünen-Fraktion durch den Austritt ihres langjährigen Vorsitzenden, der als fraktionsloser Grüner weiterarbeitete.
Bei der Kommunalwahl 2023 gewann die CDU 13 von 16 Direktmandaten. Die Grünen schrieben Wedeler Stadtgeschichte, in dem sie erstmalig (drei) Direktmandate errangen und zur zweitgrößten Fraktion im Rat wurden. Die Linke verlor einen Sitz und damit ihren Fraktionsstatus. Zugleich stieg die Zahl der Ratsmitglieder weiter auf nunmehr 40 an.

### Bürgermeister
- Johann Kleinwort (1870/1875 (a)–1887, ehrenamtlich)
- Johann Hinrich Heinsohn (1887–1898, ehrenamtlich)
- Franz Heinsohn (1898–1902, ehrenamtlich)[27]
- Friedrich Eggers (1902–1932)
- Harald Ladwig (1932–1945), ab Mitte der 1930er Jahre NSDAP („Märzgefallener“)
- Heinrich Schacht (1946–1950, ehrenamtlich)
- Heinrich Gau (1950–1965)
- Claus Winkler (1965–1971)[28]
- Fritz Hörnig (1971–1983), CDU
- Jörg Balack (1983–1992), SPD
- Gerd Brockmann (1992–1999), SPD
- Diethart Kahlert (1999–2004), parteilos
- Niels Schmidt (2004–2022), parteilos
- Gernot Kaser (2022–2024), parteilos
- Julia Fisauli-Aalto (2025–0), CDU

Bei der Bürgermeisterwahl im März 2022 musste sich der Amtsinhaber Schmidt drei Gegenkandidaten stellen. In der erforderlichen Stichwahl unterlag er dem ehemaligen FDP-Mitglied Gernot Kaser mit 44,1 zu 55,9 % deutlich; der neue Bürgermeister trat sein Amt am 1. Mai 2022 an. Am 28. März 2024 wurde aufgrund von gravierenden Mängeln in der Amtsführung ein Abwahlverfahren des Bürgermeisters durch den Rat der Stadt eingeleitet. und Bürgermeister Kaser wurde am 9. Juni 2024 deutlich mit über 70 % der abgegebenen Stimmen abgewählt. Seine bereits ab April 2024 interimistisch agierende Nachfolgerin Julia Fisauli-Aalto setzte sich in zwei Wahlgängen – bei der Stichwahl Anfang Dezember 2024 erhielt sie 59,0 % der gültigen Stimmen – durch und ist seit dem 1. Februar 2025 für sechs Jahre neues Haupt der Stadtverwaltung.

### Wappen
Die Stadt führt ein altes, an einem historischen Siegel orientiertes Wappen. Das Wappen und die Flagge wurden am 26. November 1963 genehmigt.
Blasonierung: „Im Rot das silberne holsteinische Nesselblatt, darin die goldengerüstete, rotgegürtete, schwarzbärtige Gestalt eines Rolands in Vorderansicht mit rotem, blaugefüttertem, zurückgeschlagenem Mantel, auf dem Kopf die goldene mittelalterliche Kaiserkrone, in der rechten Hand ein bloßes silbernes Schwert mit goldenem Knauf an die rechte Schulter gelehnt, in der linken der goldene Reichsapfel.“
Der Ort entstand an einer Fährstelle über die Elbe, an der sich die beiden mittelalterlichen, von Norden kommenden Handels- und Heerstraßen, die Ochsenwege, trafen. Der florierende, sich ausweitende Ochsenhandel führte im 16. und 17. Jahrhundert zu einer wirtschaftlichen Blütezeit des Ortes. Zum Zeichen der Marktgerechtigkeit hatten die Schauenburger Grafen aus der Pinneberger Nebenlinie als Landesherren auf dem Marktplatz eine hölzerne Rolandstatue errichten lassen, die 1558 durch eine farbige Sandsteinfigur ersetzt wurde. Dieser neue Roland sollte das Aussehen Kaiser Karls des Großen haben. Erst 1786 wurde Wedel zum Flecken erhoben. Im Privileg wurde die Führung eines Siegels bewilligt, das den geharnischten Roland zeigte. Bereits 1597 hatte Andreas Angelus in seiner Schrift „Holsteinischer Städte Chronica“ als Wedeler Wappen einen Roland abgebildet, allerdings ohne Krone und statt des Reichsapfels mit dem Nesselblattschild in der Linken. Das Nesselblatt im Wappen zeigt die Zugehörigkeit der Stadt zu Holstein und die Landesherrschaft der Schauenburger Grafen bis 1640 an.
Das Wappen in seiner jetzigen, von dem Heraldiker Hans Freiherr von Weißenbach gestalteten Form wurde 1876 angenommen; eine Genehmigung erfolgte nicht. 1948 und 1963 entwarfen die Grafiker A. Paul Weber, aus Schretstaken bzw. Willy „Horsa“ Lippert aus Brunsbüttel, neue zeichnerische Darstellungen des Wappens. Letztere wurde 1963 genehmigt.

### Flagge
Im blauen Tuch, das oben und unten von je zwei schmalen Streifen, einem roten und einem halb so breiten weißen, begrenzt wird, das weiße holsteinische Nesselblatt, etwas zur Stange hin verschoben, darin der Roland des Wappens.

### Städtepartnerschaften
Die Stadt Wedel unterhält seit 1985 eine Städtepartnerschaft mit der Stadt Caudry in Frankreich und seit 1982 eine Partnerschaft mit Makete, einem Distrikt in Tansania. Des Weiteren besteht eine Städtepartnerschaft mit dem mecklenburg-vorpommerischen Wolgast.
Zudem bestand eine Partnerschaft mit dem dänischen Vejen, die aber 2010 von dänischer Seite beendet wurde, nachdem die Stadt 2007 in der Großgemeinde Vejen Kommune aufgegangen war.

## Kultur und Sehenswürdigkeiten
Touristische Anziehungspunkte in Wedel sind die Schiffsbegrüßungsanlage Willkomm-Höft (für die den Hamburger Hafen anlaufende Seeschiffe), der Hamburger Yachthafen und der Wedeler Roland (Wahrzeichen Wedels). Die Wedeler Marsch ist ein unter Naturschutz stehendes Feuchtgebiet.
In der Liste der Kulturdenkmale in Wedel stehen die in der Denkmalliste des Kreises Pinneberg eingetragenen Kulturdenkmale in Wedel.

### Kirchen
- Immanuelkirche (ev.-luth., Altstadt)
- Christuskirche (ev.-luth., Schulau)
- St. Marien (röm.-kath., Schulau)

### Theater

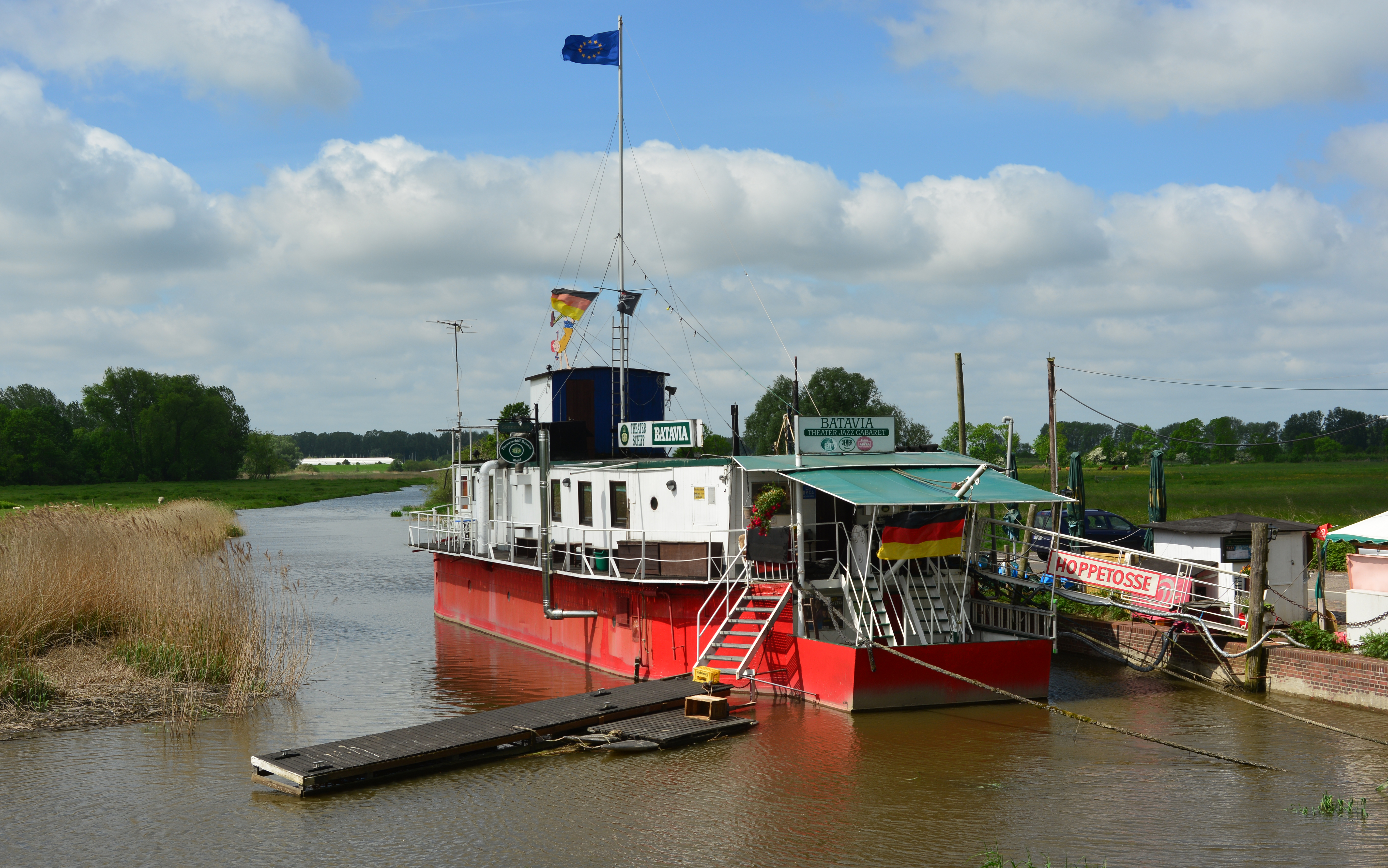
Theaterschiff Batavia in der Wedeler Au

Das Theater Wedel ist ein Amateurtheater. Es entstand aus dem im Jahr 1965 gegründeten Arbeitskreis Laienspiel an der örtlichen Volkshochschule. Der Arbeitskreis wurde im Jahr 1977 in einen eingetragenen Verein überführt.
Daneben besteht das Theaterschiff Batavia, das sowohl einem Theatersaal mit 70 Plätzen, als auch eine Gaststätte umfasst. Es dient als Ort verschiedener kultureller Veranstaltungen.

### Museen/Archiv
Das Stadtmuseum Wedel wurde auf Beschluss der Stadtverordnetenversammlung als Heimatmuseum im Jahr 1912 eingerichtet.
Das Ernst-Barlach-Museum Wedel wurde 1987 eingerichtet. Das Museum verfügt über eine umfassende Sammlung von Skulpturen, Zeichnungen, Holzschnitten, Lithographien, Briefen und Manuskripten Ernst Barlachs. Außerdem finden hier in regelmäßigen Abständen auch Ausstellungen und Veranstaltungen zu Kunst und Literatur der klassischen Moderne und zu zeitgenössischen und populären Themen statt.
Im Stadtarchiv Wedel kann in rund 700 lfd. Meter Akten, Sammlungen und Abbildungen zur Geschichte der Stadt Wedel recherchiert werden. Das Stadtarchiv hat bis 2012 die Beitragsreihe Beiträge zur Wedeler Stadtgeschichte herausgegeben. Seit einigen Jahren werden die historischen Informationen auf der städtischen Homepage veröffentlicht. Das Stadtarchiv befindet sich im Untergeschoss des Rathauses.

### Vereine
Größter Sportverein der Stadt ist der Wedeler TSV, ein Mehrspartenverein mit 16 Abteilungen und rund 2400 Mitgliedern. Der SC Rist Wedel ist bundesweit für seine Basketballmannschaften sowie seine mehrfach ausgezeichnete Nachwuchsarbeit bekannt. Er gehörte zeitweise zu den zehn größten Basketballvereinen Deutschlands. Am „Hamburger Yachthafen“ befindet sich der Segel-Verein Wedel-Schulau. Die Ortsgruppe Wedel der DLRG betreibt eine Wasserrettungswache am Strandbad.
Der Sitz des in Entwicklungsländern tätigen Vereins „Mandelzweig-Projekthilfe“ befindet sich in der Rolandstadt. Der Allgemeine Deutsche Fahrradclub (ADFC) hat einen Ortsverein in Wedel.
Der Amateurfunk wird durch den Ortsverein E10 „Welcome Point“ im DARC e.V. vertreten. Neben den vier Clubstationen DK0PR, DL0HRK, DL0SWA und DL0EUF für Kurzwelle und UKW existiert noch der APRS-Digipeater DB0ELB.

### Naherholung
Im Stadtgebiet befinden sich drei Naturschutzgebiete. Im Norden teilen sich die Gemeinden Wedel und Holm das Naturschutzgebiet Buttermoor / Butterbargsmoor, Im Westen liegt ein Teil des Naturschutzgebietes Haseldorfer Binnenelbe mit Elbvorland und im Südwesten ein Teil des Naturschutzgebietes Neßsand. Große Teile des Gemeindegebietes werden von den drei Landschaftsschutzgebieten Pinneberger Elbmarschen, LSG des Kreises Pinneberg und Holmer Sandberge und Moorbereiche eingenommen. Entlang der Elbe und der Wedeler Au erstreckt sich ein Teil des FFH-Gebietes Schleswig-Holsteinisches Elbästuar und angrenzende Flächen im Gemeindegebiet. Im Norden liegt ein kleiner Teil des FFH-Gebietes Holmer Sandberge und Buttermoor. Im Westen und auf dem Neßsand befindet sich ein Teil des EU-Vogelschutzgebietes Unterelbe bis Wedel.

### Regelmäßige Veranstaltungen

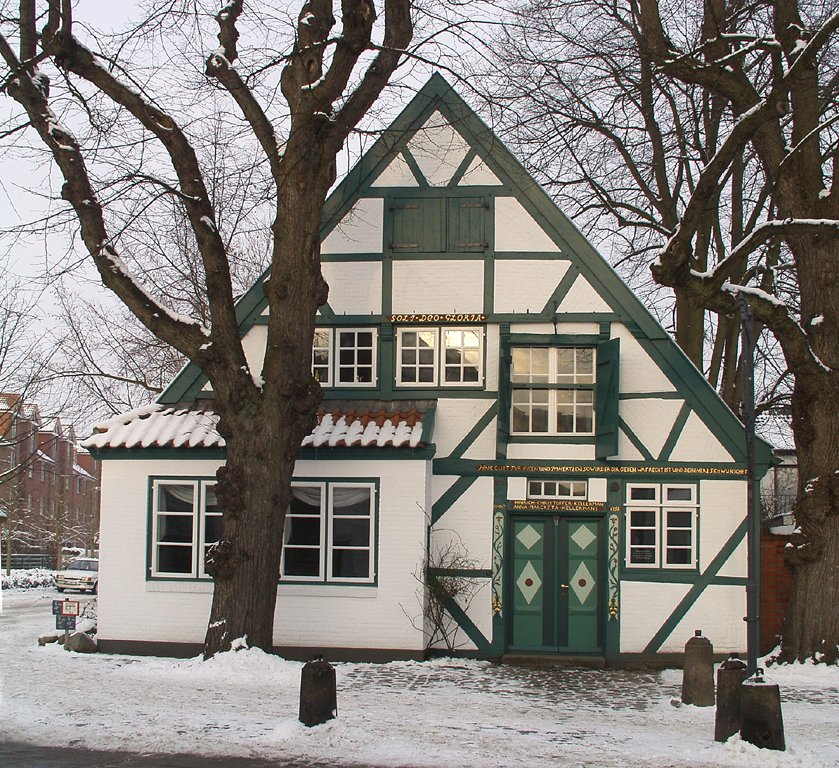
Das Reepschlägerhaus von 1758 an der Schauenburger Straße

In Wedel finden alljährlich zahlreiche Veranstaltungen statt. Darunter befinden sich u. a. das Hafenfest und das Musikfestival Wedeler Musiktage.
Weitere Veranstaltungen sind unter anderem die Wedeler Kulturnacht, der Wedeler Friedenscup (ein Benefizfußballturnier für Frieden und Solidarität mit Flüchtlingen) sowie jeweils am Wochenende der Cyclassics das Bikefest. Der traditionsreiche Ochsenmarkt wird vom städtischen Wedel Marketing seit 2022 nicht mehr fortgeführt.
Jeweils im Sommer wird seit den 1970er Jahren an der Batavia nach Einbruch der Dunkelheit auch Open-Air-Kino veranstaltet.
Im Reepschlägerhaus veranstaltet der (gemeinnützige) Förderkreis Ausstellungen, Konzerte und Lesungen.

## Wirtschaft und Infrastruktur

### Unternehmen

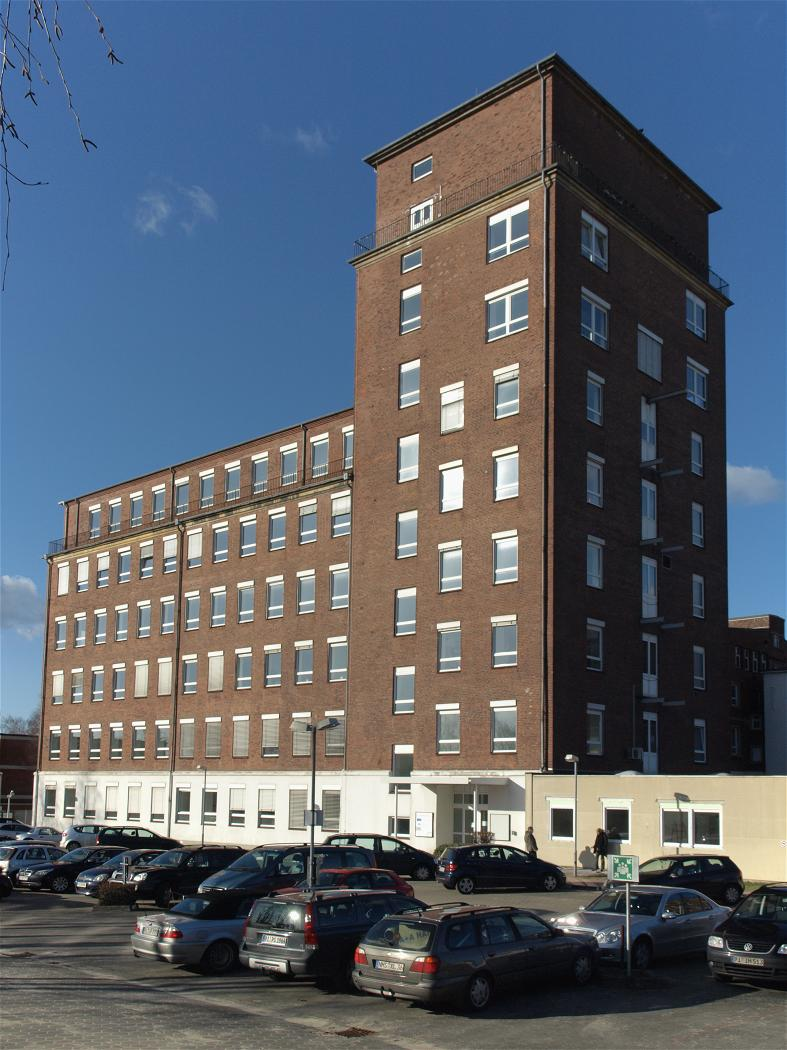
Möller-Betriebsgebäude mit Wasserturm

Wedel ist Standort des Steinkohle-Heizkraftwerks Wedel der Hamburger Energiewerke.
→ Siehe auch: Heizkraftwerk Wedel
Die J. D. Möller Optische Werke ist ein weltweit bekannter Hersteller optischer Präzisionsgeräte mit einer Tradition, die bis 1864 zurückreicht. Das firmeneigene Wasserwerk mit dem angeschlossenen Wasserturm versorgte die Stadt bis Anfang 2016 mit Trinkwasser, nachdem der erste Brunnen am Rosengarten 1911 gegraben und 1929 ein Vertrag mit der Stadt zur Lieferung von Wasser geschlossen worden war.
Wedel ist außerdem Sitz vieler weiterer, weltweit agierender Unternehmen. So ist die Stadt Hauptsitz der Medac GmbH, die vor allem als Spezialpräparatehersteller im Bereich der Onkologie bekannt ist. Des Weiteren sind Firmen wie die EVAC GmbH und die Trioptics GmbH in Wedel ansässig. Erstere ist weltweiter Marktführer bei der Herstellung von Vakuumtoiletten für den Eisenbahn-, Schiff- und Luftfahrzeugbau.
Die Firma Solarnova produzierte und vermarktete hier als Ausgründung der AEG-Solartechnik Photovoltaik-Module für Solarfassaden und Lichtdächer.
Das weltweit agierende, mittelständische Unternehmen Nynomic ist Hersteller von Produkten in den Bereichen Spektroskopie, Laborautomation, Medizintechnik, Brandfrüherkennung und Luftfahrtsicherheit seit 1995 in Wedel.
In Wedel hat das Technologieunternehmen Vincorion seinen Sitz, das aus der Jenoptik AG hervorgegangen ist. Vincorion stellt Produkte für die Luftfahrt- und Rüstungsindustrie her, wie die Waffenstabilisierung für den Panzer Leopard 2. Mit 900 Mitarbeitern an den Standorten Wedel, im bayerischen Altenstadt und in Essen und einem Jahresumsatz von 200 Millionen Euro (2024) zählt es zu den großen Unternehmen der Stadt.

### Bildung

#### Allgemeinbildende Schulen
- Förderzentrum (FöZ)

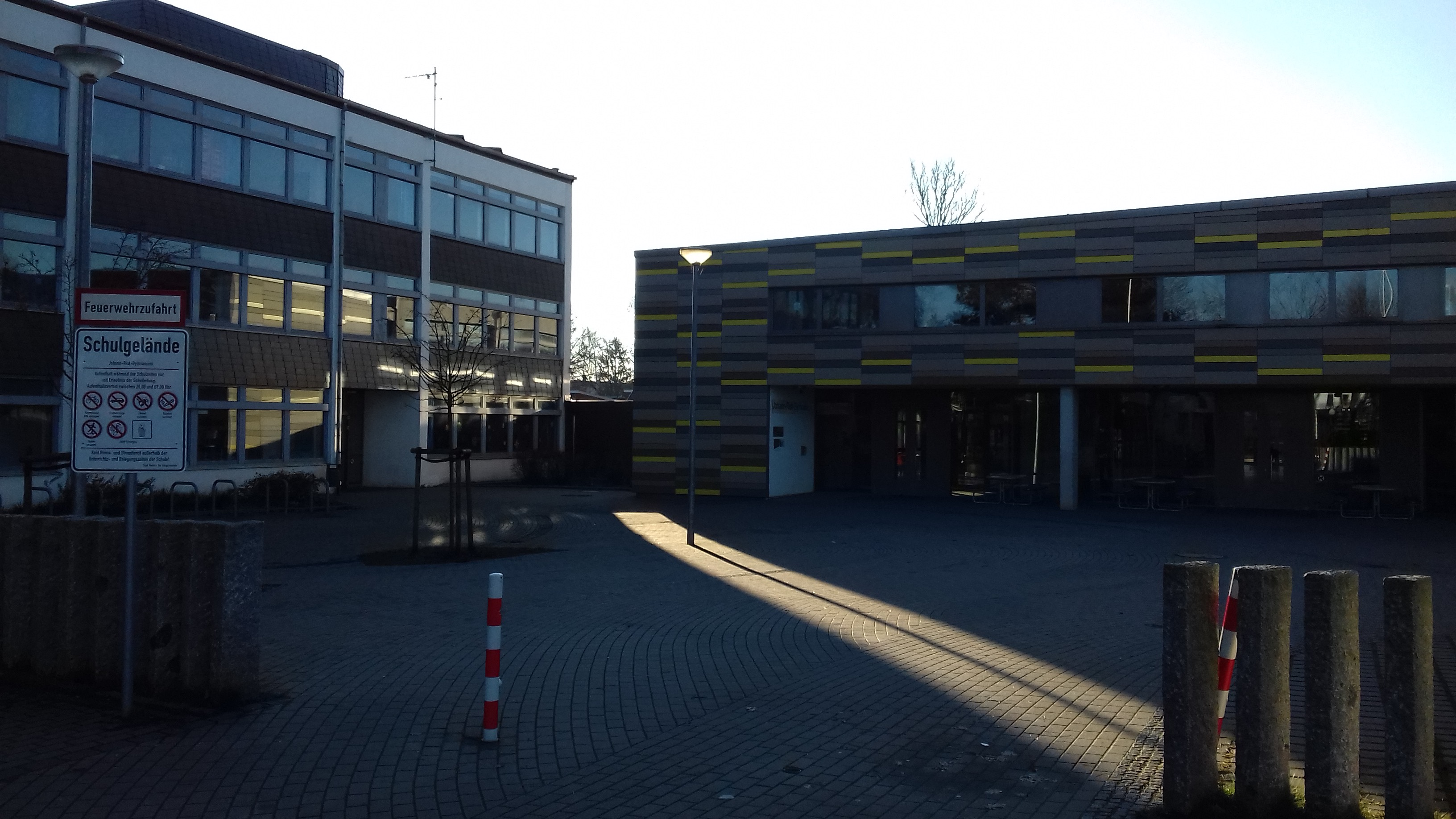
Johann-Rist-Gymnasium

  - Pestalozzi-Schule (Förderzentrum Lernen), Autal (13 Schüler in einer Klasse, 112 Betreute)
- Grundschulen (GS)
  - Moorwegschule
  - Grundschule Altstadt
  - Albert-Schweitzer-Schule
- Gemeinschaftsschulen
  - Ernst-Barlach-Gemeinschaftsschule
  - Gebrüder-Humboldt-Schule

- Gymnasium
  - Johann-Rist-Gymnasium, Am Redder (882 Schüler in 37 Klassen)

Schülerzahlen aus dem Schuljahr 2018/2019

#### Hochschulen
Im Hochschulbildungsbereich bieten die Fachhochschule Wedel und die private Berufsfachschule Wedel Studiengänge und Ausbildungen im Bereich der Ingenieur- und Informationswissenschaften an.

#### Weitere Bildungseinrichtungen
Bereits 1904 wurde die städtische Volksbücherei mit dem gesamten Bücherbestand des damaligen Bürgervereins gegründet. Sie befand sich in den ersten Jahren im Flur des damaligen Leiters Rektor Otto Schulz. Nachfolger ist die Stadtbücherei Wedel, Rosengarten 6–8., die im August 2014 in die Rote Liste Kultur des Deutschen Kulturrates aufgenommen und in die Kategorie 2 (gefährdet) eingestuft wurde.
Die Volkshochschule Wedel bietet darüber hinaus ein breites Weiterbildungsprogramm für die Bürger an. Zudem gibt es durch die Musikschule der Stadt Wedel eine Möglichkeit zur musikalischen Bildung.

### Verkehr

#### Öffentlicher Verkehr

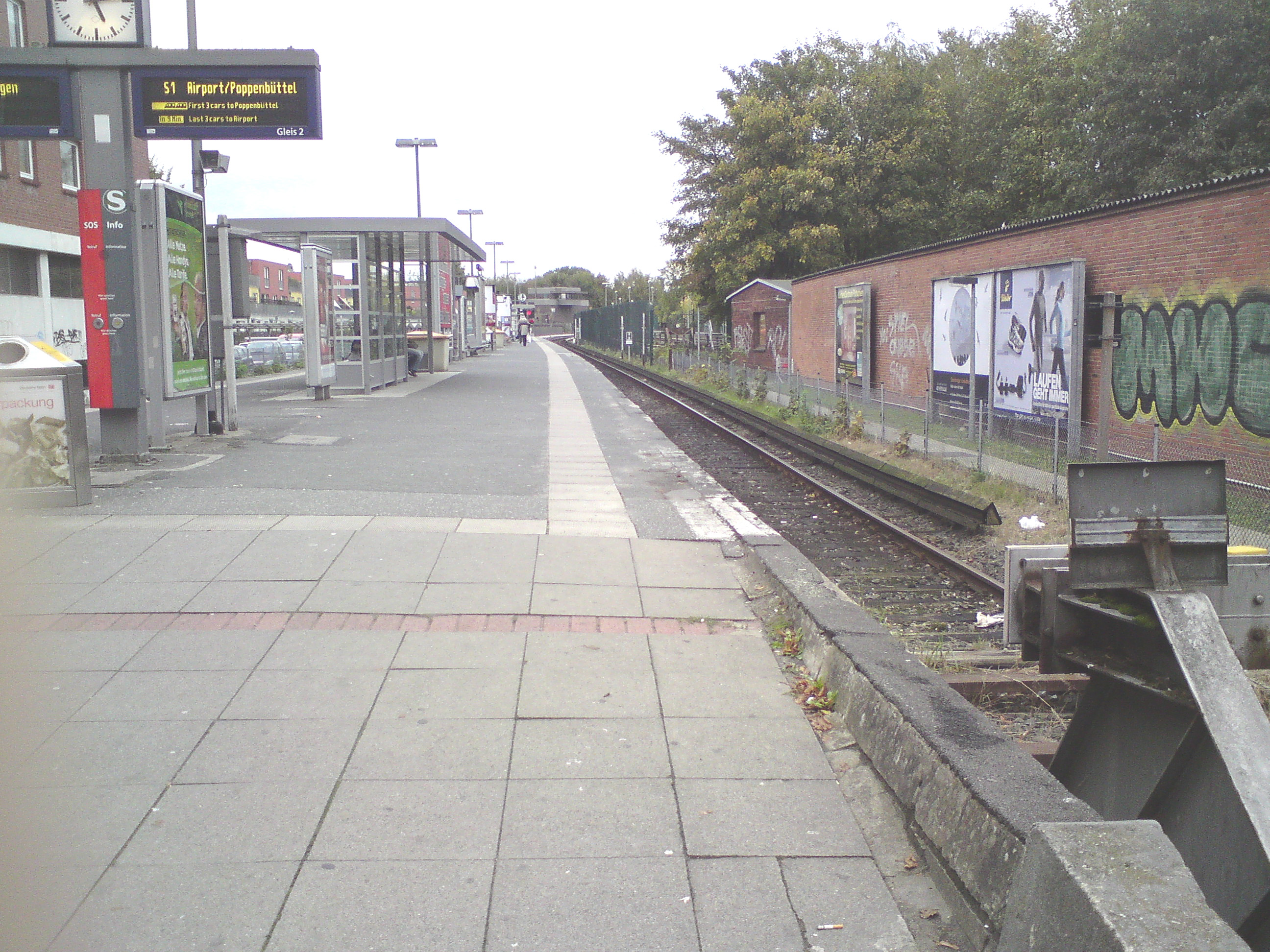
Bahnsteig des S-Bahnhofs Wedel

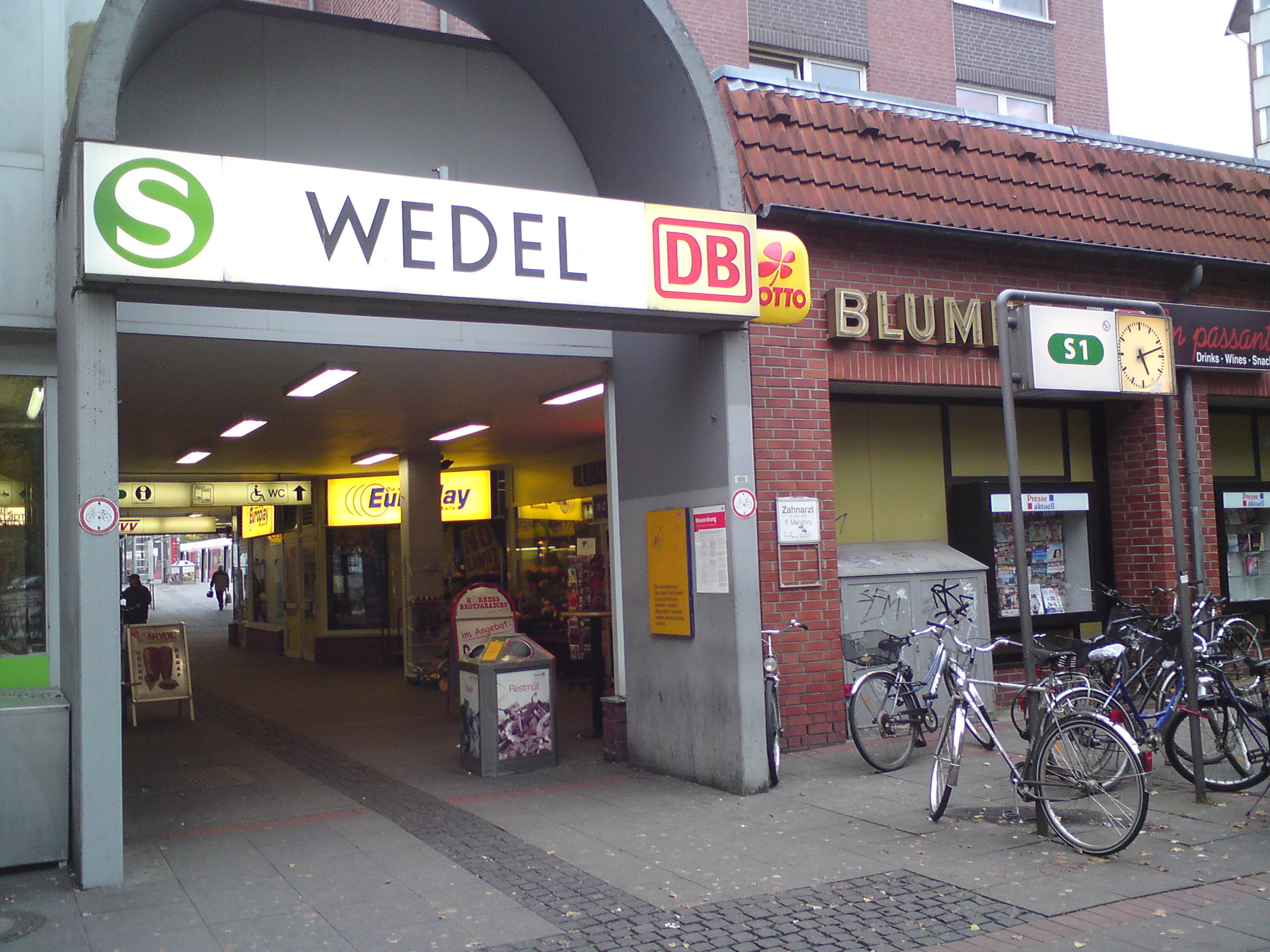
S-Bahnhof Wedel, Eingang mit Ladenpassage

Wedel liegt vollständig im Bereich des Hamburger Verkehrsverbundes HVV. Die S-Bahn-Linie S 1 aus Richtung Poppenbüttel bzw. Flughafen und Hamburg-Altona endet am Bahnhof Wedel. Sie entstand aus der Altona-Blankeneser Eisenbahn. Die früher recht umfangreichen Gleisanlagen für den Güterverkehr sind inzwischen abgebaut, nachdem der Bedarf entfallen ist. Die Industriebetriebe, die eigene Gleisanschlüsse hatten, sind stillgelegt (Mineralölwerk), abgerissen (Pulverfabrik, Zuckerraffinerie) oder haben keine Verwendung mehr dafür (Kohlekraftwerk). Diese Gleisanlagen wurden mittlerweile im Zuge von Straßenerneuerungsarbeiten und anderen Baumaßnahmen (wie der Baumarkt-Erweiterung) größtenteils entfernt.
Der Stadtbusverkehr wird durch die Verkehrsbetriebe Hamburg-Holstein (VHH) sowie die Kreisverkehrsgesellschaft in Pinneberg (KViP) innerhalb des HVV betrieben. Daneben gibt es auch Regionalbuslinien nach Haseldorf (589), Uetersen (X89, 489, 589, X99), Elmshorn (X89, 489, X99), Pinneberg (395, 594), Quickborn (594) und Norderstedt (395, 594). Der Zentrale Omnibusbahnhof (ZOB) mit Taxi-Standplatz und einer darunter befindlichen Tiefgarage mit 168 Stellplätzen für den Park-and-Ride-Verkehr und Bike-and-Ride-Plätzen direkt westlich des S-Bahnhofs Wedel wurde am 9. Mai 1987 in Betrieb genommen. Von hier führt auch die Linie 189 über Schulau und Hamburg-Rissen (Tinsdal) bis zum S-Bahnhof Blankenese, wo Anschluss an die S-Bahn und weitere Buslinien besteht. Die Busse dieser Linie verkehren werktags im 10-Minuten-Takt und benötigen eine Fahrzeit von etwa 30 Minuten zwischen Wedel und Blankenese.
Eine Busanbindung nach Hamburg wird auch nachts angeboten:
- Nachtbuslinie 601 über Bahrenfeld, Othmarschen und Altona bis in die Hamburger Innenstadt, in den Nächten Sonntag/Montag bis Donnerstag/Freitag
- Nachtbuslinie 621 bis Altona, in den anderen Nächten (Freitag/Samstag und Samstag/Sonntag), wenn die S-Bahn nachts durchfährt

#### Bundesstraße 431
Die Bundesstraße 431 verläuft von Hamburg-Altona kommend durch Wedel und dann weiter über Uetersen, Elmshorn und Glückstadt nach Meldorf.
Ein „Dauerthema“ in Wedel ist die Verlegung des Verlaufs der Bundesstraße. Im Jahre 1938 wies Bürgermeister Ladwig auf den Plan einer Umgehungsstraße hin. Im Jahre 1982 wurde der Städtebauliche Rahmenplan 1982 für die Altstadt vorgelegt, der unter anderem die Mühlenstraße (im heutigen Verlauf der B 431) als eine teilweise „verkehrsberuhigte Straße“ vorsah. Die Verlegung der B 431 in Wedel ist im Bundesverkehrswegeplan als „vordringlicher Bedarf“ ausgewiesen. Nachdem lange eine Südumgehung der Altstadt geplant war, sieht der aktuelle Flächennutzungsplan eine Nordumfahrung vor.
Seit den 1980er Jahren existiert eine Planung, den Abschnitt zwischen Rissen und Wedel auf eine südlichere Trasse zu verlegen. Das Vorhaben war zwar im „weiteren Bedarf“ des Bundesverkehrswegeplans angemeldet; allerdings bestehen beiderseits der Wedeler Stadtgrenze Bedenken bei Bürgern und Kommunalpolitikern gegen eine solche Trasse, weil diese eine Beeinträchtigung schützenswerter Landschaften (vor allem der Brünschenwiesen und des Autals) darstelle. Insbesondere Bewohner Alt-Wedels setzen sich seit vielen Jahren für eine Verlegung der B 431 ein und befürworten auch eine Nordumfahrung. Ende 2017 hat eine Ratsmehrheit sämtliche Planungsmittel für eine solche nordöstliche Umgehungsstraße aus dem städtischen Haushalt gestrichen.

#### Fährverbindungen
Eine regelmäßige Personenfährverbindung über die Elbe wird von der Lühe-Schulau-Fähre GmbH (LSF) betrieben. Im Alten Land macht die Fähre am Anleger Grünendeich fest, von wo es Busanschlüsse gibt. In Wedel bedient die Fähre den Anleger "Willkommhöft". Bis 2025 verkehrte die 34 Meter lange Fähre "Dat Ole Land II" ganzjährig. Ab Oktober 2025 wird die Fähre im Winterhalbjahr nicht mehr fahren, wie der Betreiber im November 2024 ankündigte. Im Sommerhalbjahr von April bis Oktober gibt es werktags rund neun Hin- und Rückfahrten, am Wochenende sechs Fahrten.
Wedel wurde bis 2020 von einer Schnellfähre von und nach Helgoland bedient, die zwischen Frühjahr und Herbst am Willkomm-Höft anlegte. Eingestellt wurde das Anlegen in Wedel wegen zu geringer Fahrgastzahlen. Während der Sommersaison bestanden bis 2023 über die Elblinien Verbindungen zum Hamburger Fischmarkt und nach Stade.

#### Wasserstraßen- und Schifffahrtsamt Elbe-Nordsee
Wedel ist Standort des Tonnenhafens für Bauwesen und Verkehrssicherung auf der Elbe im Zuständigkeitsbereich des Wasserstraßen- und Schifffahrtsamtes Elbe-Nordsee.

## Persönlichkeiten

### Ehrenbürger
Die erste Zahl gibt das Jahr der Verleihung der Ehrenbürgerwürde an.
- 1909: Jürgen Heinrich Boockholtz (1844–1915), Sanitätsrat; sein Grab befindet sich im Bürgerpark.
- 1937: Friedrich Eggers (1867–1945), Bürgermeister
- 1939: Rudolf Höckner (1864–1942), Kunstmaler
- 1984: Johanna Lucas (1910–2002), Politikerin
- 2019: Ursula Kissig (1937–2017), Ehrenamtlerin beim Deutschen Roten Kreuz

### Söhne und Töchter der Stadt
- Johann Diedrich Möller (1844–1907), Optiker und Industrieller
- Hermann Molkenbuhr (1851–1927), SPD-Politiker und Reichstagsabgeordneter
- Ernst Barlach (1870–1938), Bildhauer, Zeichner und Schriftsteller
- Friedrich Paulsen (1874–1947), Architekt, Verbandsfunktionär des Bundes Deutscher Architekten und Chefredakteur der Bauwelt
- Hellmuth Walter (1900–1980), Erfinder und U-Boot-Entwickler
- Ernst Pernoll (1902–1959), Mitglied des Bundestages
- Helmut Brackert (1932–2016), germanistischer Mediävist
- Hans Bäßler (* 1946), Musikpädagoge, Kirchenmusiker und Hochschullehrer
- Reimer Boy Eilers (* 1948), Schriftsteller und Publizist
- Karl-Heinz Noldt (* 1952), Fußballspieler
- Thomas Louis Pröve (1953–2004), Spielleiter und Regisseur
- Ole West (* 1953), Kunstmaler
- Regina Franke (* 1955), Heilpraktikerin, Reikimeisterin und Fachautorin
- Petra Bödeker-Schoemann (* 1956), Politikerin der GRÜNEN
- Niels Schmidt (* 1960), Verwaltungsbeamter und ehemaliger Bürgermeister von Wedel
- Kirsten Martens (* 1962), Politikerin (SPD)
- Carsten Dürkob (* 1963), Autor und Herausgeber
- Kirsten Heinsohn (* 1963), Historikerin und Hochschullehrerin
- Heiko Michael Möller (* 1972), Chemiker und Hochschullehrer
- Stefanie Kock (* 1975), Sängerin, Schauspielerin und Musicaldarstellerin
- Dennis Grabosch (* 1978), Schauspieler
- Oceana (* 1982), Sängerin
- Martin Balasus (* 1986), Politiker (CDU)
- Janina Haye (* 1986), Fußballspielerin
- Lennard Kämna (* 1996), Radrennfahrer
- Amelie Wortmann (* 1996), Hockeyspielerin
- Nina Kaiser (* 1998), Schauspielerin und Sängerin (Nina Chuba)
- Leif Möller (* 2003), Basketballspieler

### Persönlichkeiten, die mit der Stadt in Verbindung stehen
- Johann Rist (1607–1667), Prediger und Barockdichter
- Johann Heinrich Löhmann (1830–1908), Pädagoge, Kantor und Organist
- Rudolf Höckner (1864–1942), Kunstmaler
- Hans-Josef Becker-Leber (1876–1962), Kunstmaler
- Ewald Gerhard Seeliger (1877–1959), Schriftsteller
- Konrad Hüseler (1894–1958), Kunsthistoriker
- Fritz Valentin (1897–1984), Richter
- Carl Breuer (Polizist) (1900–1990), Kriminaldirektor in Hamburg
- Fritz Sänger (1901–1984), Journalist und Politiker
- Hela Gruel (1902–1991), Schauspielerin
- Otto Dörner (1903–1983), Unternehmer
- Eduard Schüller (1904–1976), Ingenieur
- Ludwig Rellstab (1904–1983), Schachspieler
- Otto Sommer (1905–1995), Fußballspieler und Erfinder des HSV-Wappens[71]
- Erich Kähler (1906–2000), Mathematiker und Philosoph
- Johannes Piersig (1907–1998), Kantor und Dozent für Orgelspiel
- Gustav Forstmann (1908–1985), Kapitän zur See
- Vilma Lehrmann-Amschler (1910–1989), Bildhauerin, lebte und starb in Wedel
- Kurt Kranz (1910–1997), Maler, Grafiker und Hochschullehrer
- Marta Damkowski (1911–1982), Sozialdemokratin und Widerstandskämpferin
- Max Hermann Mahlmann (1912–2000), konstruktivistischer Maler
- Peter Frankenfeld (1913–1979), Unterhaltungskünstler
- Hermann Kegel (1913–2004), Maler und Kunstpädagoge
- Margret Bechler (1914–2002), Offiziersfrau und Lehrerin
- Hermann Behrens (1915–2006), Prähistoriker und Museumsleiter in Halle
- Gudrun Piper (1917–2016), konstruktivistische Malerin
- Hansjörg Martin (1920–1999), Kriminal- und Drehbuchautor
- Albert Vietor (1922–1984), Vorstandsvorsitzender der Neuen Heimat
- Oskar Schulz (SS-Mitglied) (1922 † ?) SS-Untersturmführer, beteiligt am Massaker vom Lago Maggiore, der Ermordung von italienischen Juden im September 1943
- Arnim Dahl (1922–1998), Stuntman
- Gerhard West (1922–2006), Lehrer, Landschaftsmaler, Kunsthändler und Restaurator
- Ernst-Otto Krasemann, (1923–2014), Mediziner und Hochschulprofessor
- Veronika Schlüter-Stoll (1924–2002), Künstlerin
- Waltraut Rubien (1927–2017), um die deutsch-israelischen Beziehungen verdiente Pädagogin, lebte und starb in Wedel
- Ewald Schauer (1927–2018), Basketballfunktionär, -trainer, -fachbuchautor und Sportphilologe
- Lonny Kellner-Frankenfeld (1930–2003), Schauspielerin und Sängerin
- Horst G. W. Gleiss (1930–2020), Biologe und Heimatforscher
- Ingeborg Hansen (1934–2016), Malerin und Kunsterzieherin
- G. Christian Lobback (1938–2015), Orgelbaumeister und Restaurator
- Ingo von Bredow (1939–2015), Regatta-Segler
- Jens Vollert (* 1939), Politiker (SPD)
- Hans-Georg Pillarz (1941–2018), Boxer
- Gerhard Folkerts (* 1944), Konzertpianist und Komponist
- Wolfgang-Andreas Schultz (* 1948), Komponist, Hochschullehrer und Schriftsteller
- Valerie Wilms (* 1954), Politikerin
- Roland Gier (* 1956), Boxer
- Jens-Peter Wrede (* 1957), Segler
- Ingo Knillmann (1963–2024), Basketballspieler
- Christian Offergeld (* 1964), Mediziner und Hochschullehrer
- Thomas Seeliger (* 1966), Fußballprofi
- Christiane Hoffmann (* 1967), Journalistin
- Boris Guckelsberger (* 1968), Komponist und Gitarrist
- Mathias Rust (* 1968), Sportpilot, der neben dem Roten Platz in Moskau landete[72]
- Marco Heinsohn (1969–2019), Fernsehjournalist
- Ingo Freyer (* 1971), Basketballspieler und -trainer
- Michael Zeisberg (* 1971), Mediziner und Hochschullehrer
- André Bade (* 1973), Basketballspieler
- Arne Ihlenfeld (Künstlername: Captain Gips) (* 1978), Rapper
- Katharina Kühn (* 1980), Basketballspielerin
- Viktor Roth (* 1992), Youtuber
- Leon Rohde (* 1995), Radsportler

## Bildergalerie

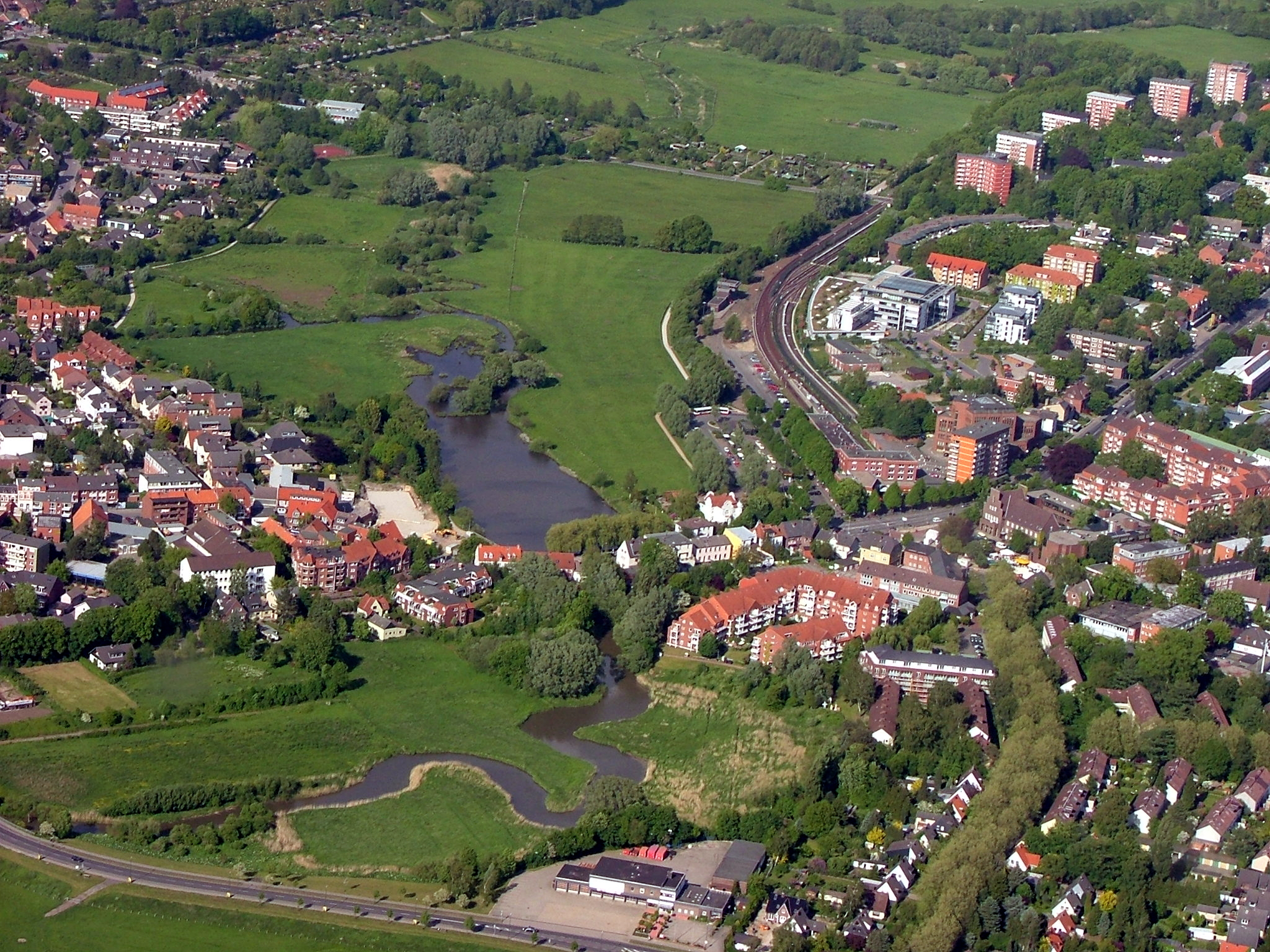
Luftaufnahme Wedels, rechts vom Bahnhof beginnt das Zentrum.
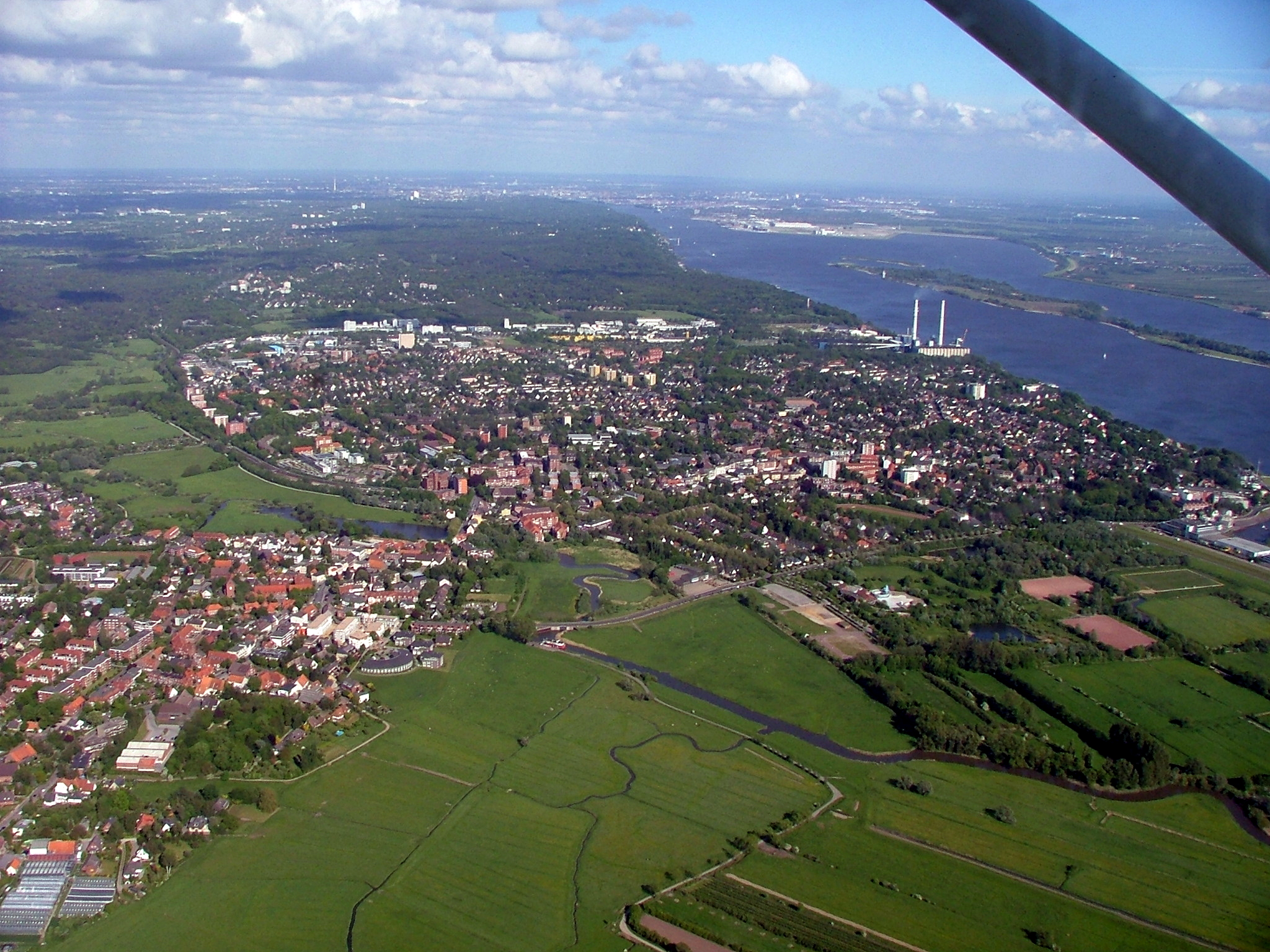
Luftaufnahme der Umgebung
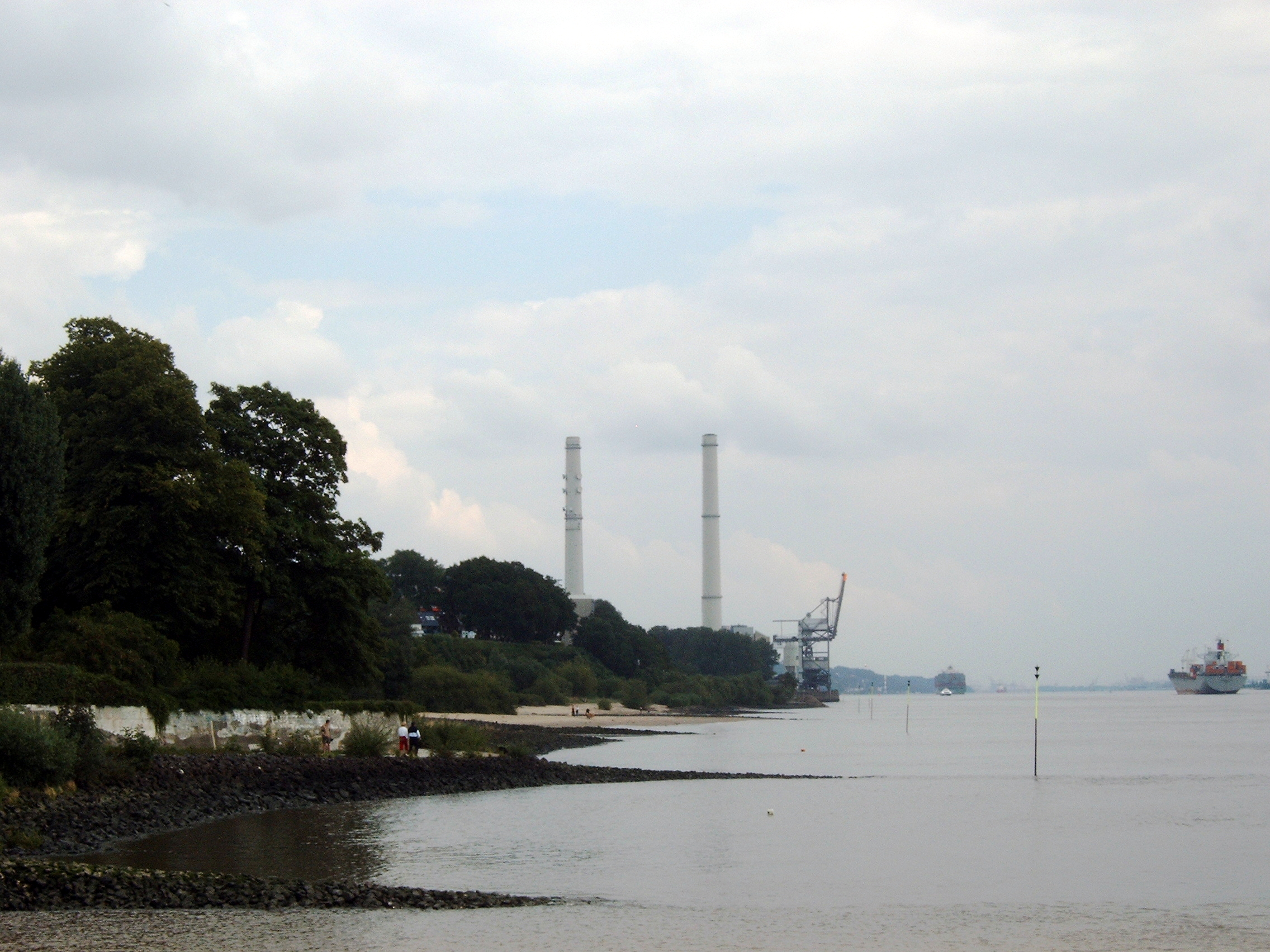
Die Schornsteine des Kraftwerks Wedel
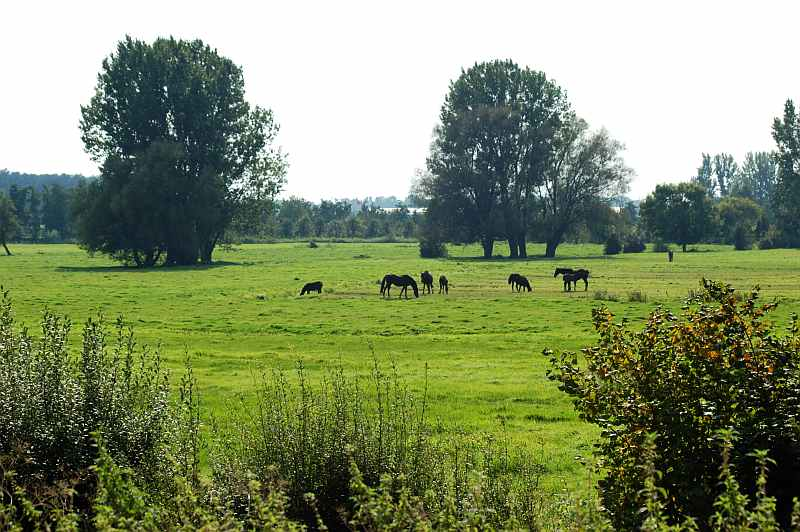
Wedeler Marsch vor dem Geesthang
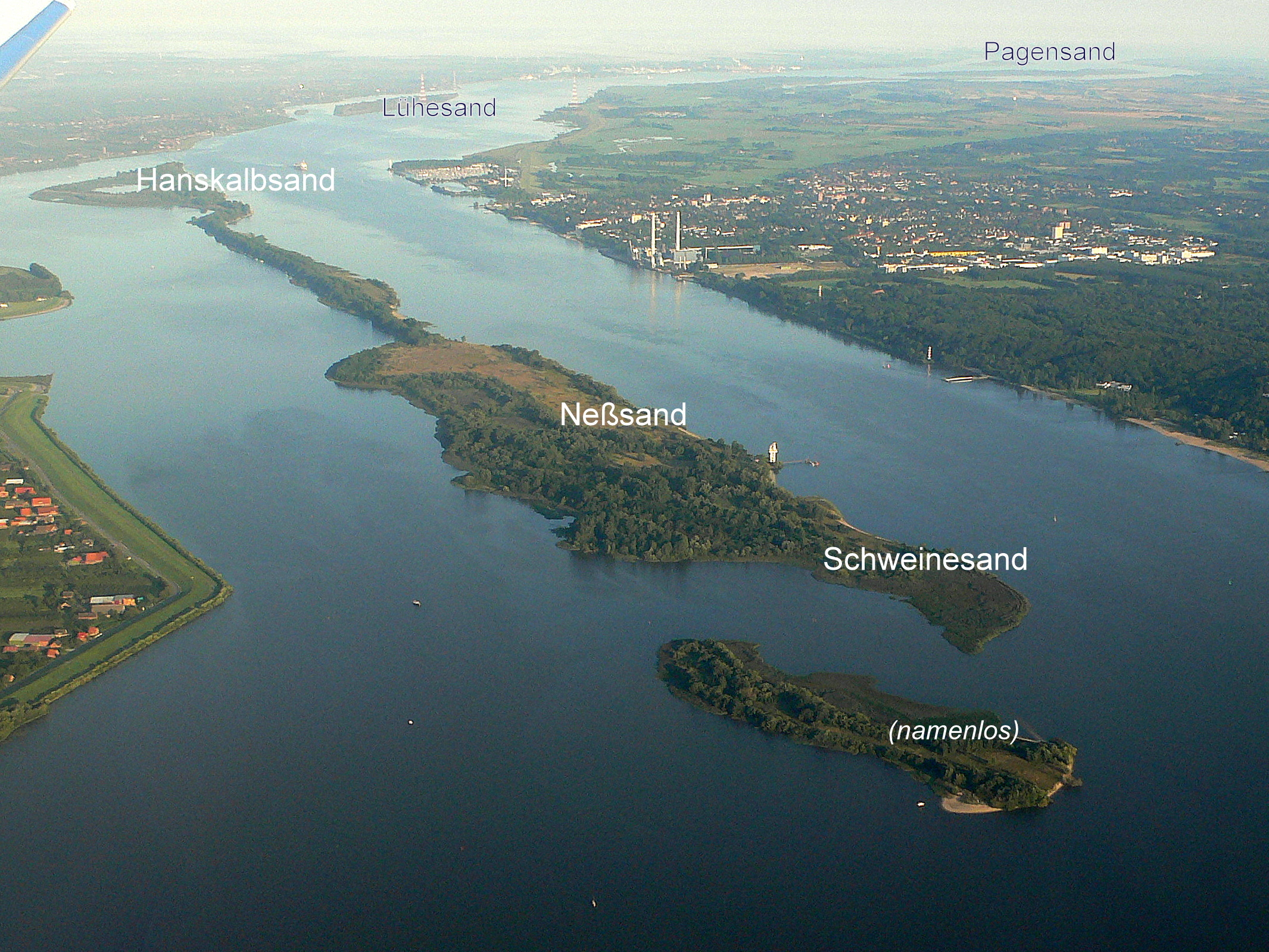
Luftaufnahme von Wedel
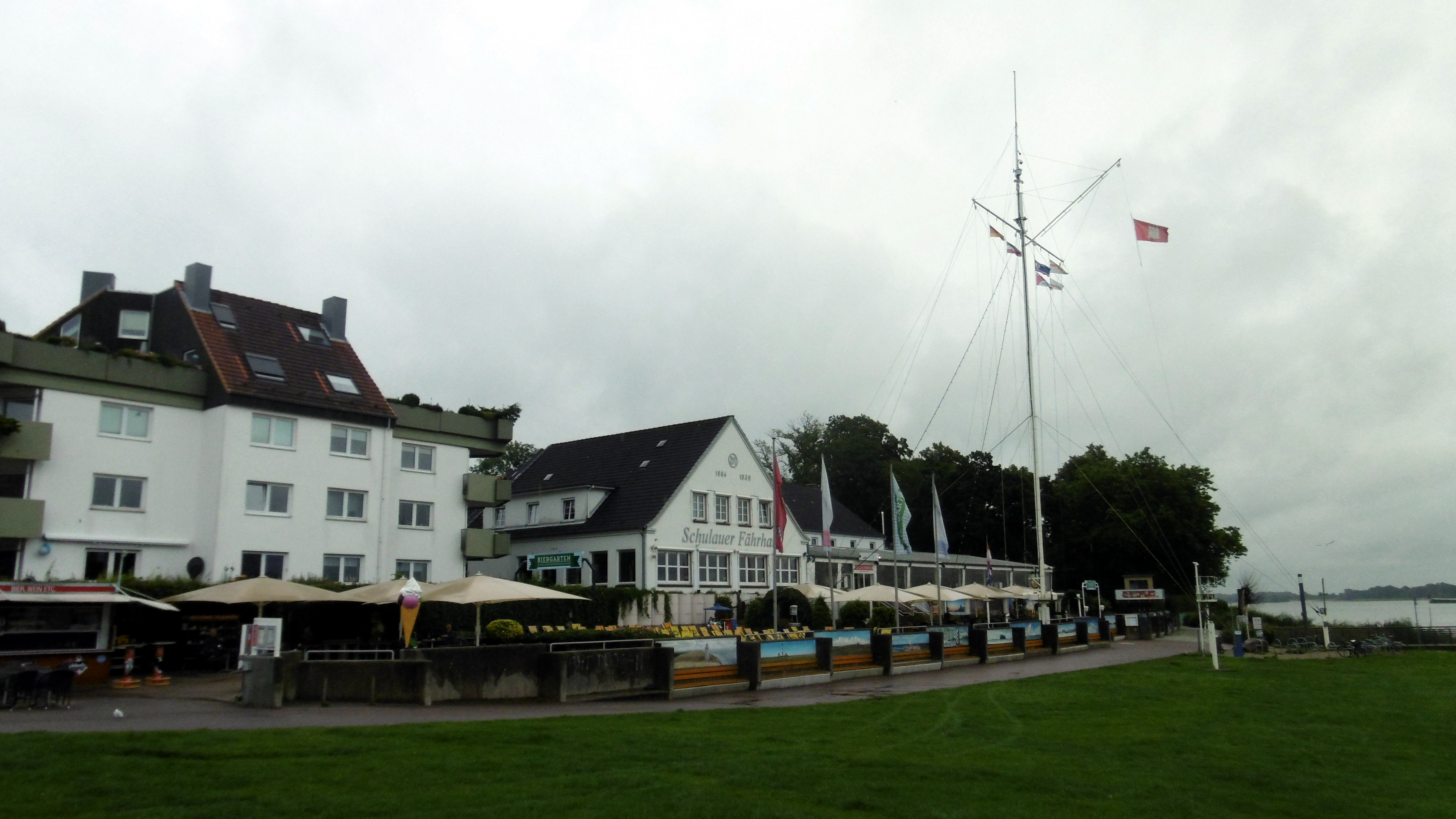
Schulauer Fährhaus mit Willkomm-Höft
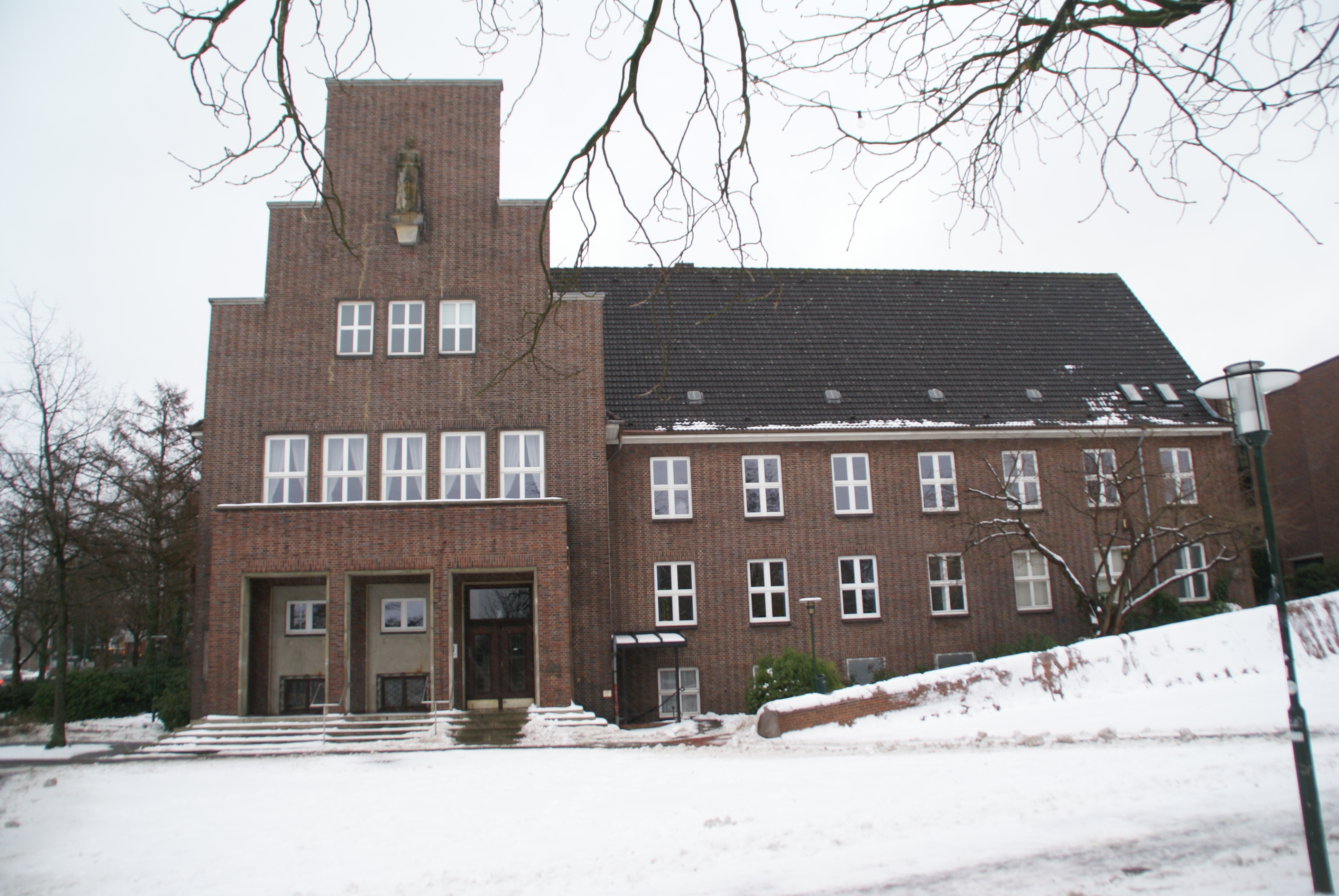
Rathaus Wedel
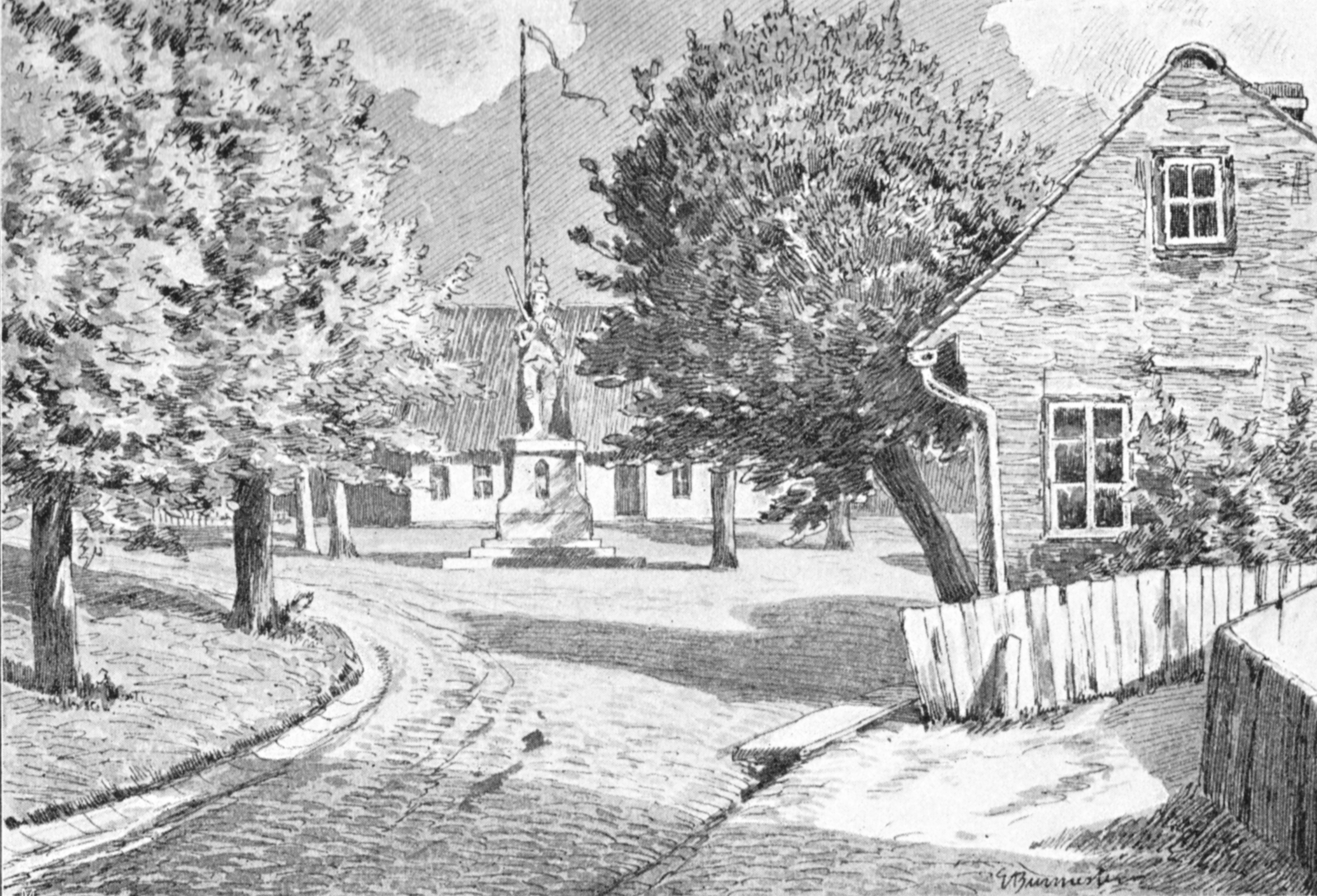
Der Marktplatz von Wedel mit der Rolandstatue um 1895